# Llengua d'identificació
Es considera la llengua d'identificació com la llengua o llengües a les que una persona es considera més proper. A vegades s'ha utilitzat aquest concepte per a referir-se a la pregunta quina és la seua llengua?. És un concepte psicolingüístic, i se situa en l'esfera de les actituds lingüístiques. Tot i que s'hi associa, cal no confondre la llengua d'identificació amb la llengua inicial, les competències lingüístiques o la llengua més utilitzada.
Entre altres opcions paregudes per a referir-se a la llengua d'identificació, s'ha considerat la identitat lingüística. I també la llengua pròpia. Però el lligam d'aquest concepte amb la política lingüístic i la seua vehiculació com a concepte col·lectiu, més que individual, l'han reservat per a altres usos.